# Llista de Creus de Sant Jordi/2011/Persones

#### Persones
Informació actualitzada per un bot. Els canvis manuals es perdran quan s'actualitzi!
| Persona                         | Wikidata  | Descripció                                        | Ocupació                                                                              | Imatge |
| ------------------------------- | --------- | ------------------------------------------------- | ------------------------------------------------------------------------------------- | ------ |
| Montserrat Figueras i Garcia    | Q253596   | soprano catalana                                  | cantant d'òpera                                                                       |        |
| Josep Antoni Duran i Lleida     | Q276884   | advocat i polític català                          | polític advocat                                                                       |        |
| Eduard Punset i Casals          | Q3045769  | advocat, economista i divulgador científic català | economista advocat polític professor d'universitat escriptor presentador de televisió |        |
| Juan de Dios Ramírez Heredia    | Q3134363  | polític espanyol                                  | polític activista escriptor mestre d'escola                                           |        |
| Stefano Grondona                | Q3774634  | músic italià                                      | músic guitarrista guitarrista clàssic                                                 |        |
| Concepció Ferrer i Casals       | Q3827084  | política catalana                                 | polític escriptor filòleg professor                                                   |        |
| Carles Gasòliba i Böhm          | Q4163680  | economista i polític català                       | polític economista professor d'universitat escriptor                                  |        |
| Salvador Alemany i Mas          | Q4967214  | empresari català                                  | empresari                                                                             |        |
| Joan Colom i Naval              | Q6274123  | polític i economista català                       | polític economista catedràtic                                                         |        |
| Josep Verde i Aldea             | Q9013386  | polític català                                    | polític advocat                                                                       |        |
| Ramon Cuello i Riera            | Q9066387  | escultor català                                   | escultor                                                                              |        |
| Antoni Negre i Villavecchia     | Q11905902 | economista i empresari català                     | empresari economista executiu en cap                                                  |        |
| Domènec Romera i Alcázar        | Q11917658 | empresari i polític català                        | polític empresari capità de nau                                                       |        |
| Francesc Riera i Cuberes        | Q11922820 | empresari espanyol                                | empresari                                                                             |        |
| Jaume Pla i Pladevall           | Q11927342 | actor català                                      | actor                                                                                 |        |
| Jordi Cots i Moner              | Q11928290 | poeta català, pedagog i advocat                   | poeta pedagog jurista advocat                                                         |        |
| Josep Maria Casasús i Guri      | Q11928673 | periodista català                                 | periodista                                                                            |        |
| Maria Dolors Renau i Manén      | Q11935431 |                                                   | psicòleg catedràtic polític pedagog escriptor                                         |        |
| Miquel Bruguera i Cortada       | Q11936884 | metge català                                      | metge                                                                                 |        |
| Montserrat Colomer i Salmons    | Q11937521 |                                                   | assistent social                                                                      |        |
| Sebastià Millans i Rosich       | Q11947970 | empresari espanyol                                | empresari                                                                             |        |
| Alessandro Benuzzi              | Q16176729 | empresari espanyol                                | empresari                                                                             |        |
| Lluís Duch i Álvarez            | Q16191297 | monjo i antropòleg català                         | monjo antropòleg                                                                      |        |
| Josep Ribas i González          | Q17000384 | arquitecte català                                 | arquitecte                                                                            |        |
| Ramon Pascual de Sans           | Q17034996 | físic català                                      | catedràtic físic                                                                      |        |
| Antoni Prat i Seuba             | Q17035958 | empresari català                                  | empresari                                                                             |        |
| Francesc Puchal i Mas           | Q17035995 | veterinari català                                 | veterinari catedràtic                                                                 |        |
| Simon Schwartz i Riera          | Q17036818 | metge català                                      | metge                                                                                 |        |
| Maria Dolors Bassols i Teixidor | Q19301073 |                                                   |                                                                                       |        |